# Masse fluide en rotation
 (mars 2006).
Soit un fluide incompressible, autogravitant, en rotation, de masse M, de masse volumique {\displaystyle \rho }. Le problème est de trouver sa forme.
Pour une rotation faible, la solution de Maclaurin (1742) est la bonne : un ellipsoïde de révolution aplati.
Mais Jacobi découvre en 1834 une nouvelle famille de solutions : un ellipsoïde à trois axes différents.
Dès lors, le problème devient l'objet de recherches mathématiques intenses (Meyer, Riemann, Poincaré, Cartan,...) jusqu'à nos jours.
Historiquement, Darwin-fils avait pensé que lors de la formation de la Terre, la "goutte" en rotation rapide avait pu se séparer donnant naissance à la Lune. Ce scénario est écarté aujourd'hui.

## La solution de Maclaurin
Soit un ellipsoïde de révolution aplati, d'aplatissement f = (a-b)/a, d'excentricité e.
La rotation est caractérisée par le paramètre m = {\displaystyle \omega ^{2}a/(GM/a^{2})}. Comme le volume est donné, V = {\displaystyle {\frac {4\pi a^{2}b}{3}}}, m est proportionnel à {\displaystyle \omega ^{2}/\pi G\rho }
La solution donnée par Maclaurin est :
{\displaystyle \omega ^{2}/2\pi G\rho =Arcsin(e)\cdot {\frac {(1-e^{2})^{1/2}(3-2e^{2})}{e^{3}}}+3-3/e^{2}}.
A dire vrai, il vaut mieux considérer que le moment cinétique L = {\displaystyle 2/5.Ma^{2}\omega } est donné. Alors L =f(e) est monotone.

## La solution de Jacobi
Jacobi montrera que si L augmente, l'ellipsoïde de révolution est instable ; il faut lui substituer un ellipsoïde triaxial (a>b>c) , avec c/a = 0.58 , et b/a = 1 au point de bifurcation  : la symétrie de révolution est brisée.
La valeur de e = {\displaystyle {\sqrt {(}}a^{2}-c^{2})/a} correspondante est : 0. 812 670 ...
Pour des valeurs plus importantes de L , b diminue , ainsi que c , pour atteindre les valeurs b/a = 0.43 et c/a = 0.34 . 
Au-delà, la solution bifurque à nouveau : solutions "piriformes" de Poincaré , etc.